# Goravanakolla, Parasgad
Goravanakolla là một làng thuộc tehsil Parasgad, huyện Belgaum, bang Karnataka, Ấn Độ.